# Precorrina-6A reduttasi
La precorrina-6A reduttasi è un enzima appartenente alla classe delle ossidoreduttasi, che catalizza la seguente reazione:
precorrina-6B + NADP+ ⇄ precorrina-6A + NADPH + H+